# Pak Sang-jong
Pak Sang-jong (korejsky 박상영, anglický přepis: Park Sang-young; * 16. října 1995 Čindžu, Jižní Korea) je jihokorejský sportovní šermíř, který se specializuje na šerm kordem. Jižní Koreu reprezentuje od roku 2013. Na olympijských hrách startoval v roce 2016 a vybojoval zlatou olympijskou medaili. S jihokorejským družstvem kordistů vybojoval druhé místo na mistrovství světa v roce 2014 a 2015. Na olympijských hrách v roce 2016 vypadl s jihokorejským družstvem kordistů v úvodním kole.